# Епархия Лиможа
Епархия Лиможа (лат. Dioecesis Lemovicensis, фр. Diocèse de Limoges) – епархия в составе архиепархии-митрополии Пуатье Римско-католической церкви во Франции. В настоящее время епархией управляет епископ Франсуа Калис. Почетный епископ – Леон Реймон Сулье.
Клир епархии включает 126 священников (104 епархиальных и 22 монашествующих священников), 6 диаконов, 23 монаха, 214 монахинь.
Адрес епархии: 3 rue de la Cathedrale, B.P. 93, 87003 Limoges CEDEX, France.

## Территория
В юрисдикцию епархии входит 97 приходов в департаментах Верхняя Вьенна и Крёз во Франции.
Кафедра епископа находится в городе Лимож в церкви Святого Стефана.

## История
Кафедра Лиможа была основана в III веке. Первым известным по имени епископом Лиможа является святой Марциал, один из семи епископов отправленных из Рима, чтобы проповедовать Евангелие в Галлии. Вначале епархия Лиможа была епископством-суффраганством архиепархии Буржа.
В начале VI века святой Рюрис I построил монастырь и церковь Святого Августина в Лиможе. В середине того же века святой Рюрис II возвел церковь Святого Петра в Керуа и базилику святого Жюньяна в Лиможе.
В 848 году был построен храм в честь Святейшего Спасителя над могилой святого Марциала. Здание было снесено в 1021 году, а уже в 1028 году на его месте было построено более просторное здание храма, освященное в 1095 году Папой Урбаном II.
В 1031 году в Лиможе прошёл важный поместный собор.
В Средние века, в аббатстве Святого Марциала была библиотека вторая по величине во Франции, уступавшая только библиотеки аббатства Клюни. 200 из 450 оригинальных томов были закуплены в 1730 году королём Людовиком XV, и ныне составляют одно из лучших собраний Национальной библиотеки Франции.
Святой Антоний Падуанский в 1226 и 1227 года основал в Лиможе монастырь францисканцев. Именно в Лиможе святому Антонию явился младенец Иисус.
13 августа 1318 года епархия Лиможа уступила часть своей территории новой епархии Тюля.
5 января 1657 года король Людовик XIV указом по просьбе епископа Франсуа де Лафайета основал епархиальную семинарию.
После конкордата 1801 года буллой Qui Christi Domini Папы Пия VII от 29 ноября 1801 года в состав епархии Лиможа вошла территория упраздненной епархии Тюля. В то же время епархия Лиможа передала 68 приходов епархии Ангулема .
Епархия Тюля была восстановлена 6 октября 1822 года на прежней своей территории.
8 декабря 2002 года епархия Лиможа вошла в митрополию Пуатье.

## Ординарии епархии
| - святой Марциал (III век); - святой Аврелиан (III век); - Руриций I (485—507); - Руриций II (535—553); - Эксохий (VI век); - Ферреол (579—591); - святой Луп (упоминается в 632); - Симплиций (VII век); - Феликс (упоминается в 650); - Рустик (VII век); - Антсинд (упоминается в 683); - Эмен (696—700); - Агерик (VIII век); - святой Сакердос (720); - Эбль I (752—786) - Асклепий (упоминается в 793); - Регимперт (упоминается в 817); - Одоакр (832 — 10.05.843); - Стодил (846—861); - Альдо (упоминается в 866); - Гейто (866 — 12.07.869); - Ансельм (870 — 09.02.898); - Турпион (898 — 25.07.944); - Эбль II (958—963); - Хильдегер (969—992); - Гильдуин (992—1014); - Жеро (1014 — 11.11.1020); - Журден де Ларон (1029 — 29.10.1051); - Итье Шабо (1052 — 09.07.1073); - Ги де Ларон (1076—1086); - Юмбо де Сен-Север (1087—1095); - Гильом д’Юрьель (1098—1100); - Пьер Вироаль (1100—1105); - Эсторж (1106—1137); - Жеральд дю Шер (1142 — 07.10.1177); - Себран Шабо (1179—1198); - Жан де Верак (1198—1218); - Бернар дe Савен (1219 — 22.07.1226); - Ги де Клюзель (1226—1235); - Гийом дю Пюи (1235—1235) — избранный епископ; - Дюран д'Орлак (10.10.1240 — 29.12.1245); - Эмери де Ла Серр (1246 — 02.07.1272); - Жильбер де Малемор (16.12.1275 — 1294); - Рейно де ла Порт (15.11.1294 — 31.12.1316) — назначен архиепископом Буржа; - Жерар Роже (12.01.1317 — 1324); - Эли де Талейран-Перигор (10.10.1324 — 04.01.1328) — назначен епископом Осера; - Блаженный Роже Ле Фор (07.01.1328 — 18.08.1343) — назначен архиепископом Буржа; - Николя де Бесс (27.08.1343 — 1344); | - Ги де Конборн (28.02.1344 — 14.05.1347) — назначен епископом Нойонв; - Жан де Крос (14.05.1347 — 30.05.1371); - Эмери Шап де Лаж-о-Шап (18.07.1371 — 10.11.1390); - Бернар де Бонваль (14.12.1390 — 1403); - Юг де Маньяк (16.01.1404 — 08.11.1412); - Пётр д’Альи (1412) — апостольский администратор; - Ранюльф де Перусс д’Эскар (1412 — 11.12.1426) — антиепископ, назначен епископом Манда; - Юг де Руффиньяк (16.03.1418 — 11.12.1426) — назначен епископом Рье; - Пьер де Монбрюн (11.12.1426 — 19.02.1456); - Жан I де Бартон (11.04.1457 — 10.03.1484) — назначен епископом Назарета; - Жан II де Бартон (10.03.1484 — 10.09.1510); - Рене де Прие (18.08.1514 — 05.12.1516); - Филипп де Монморенси (18.10.1517 — 06.10.1519); - Шарль де Вийер де Лиль-Aдан (1522 — 10.01.1530) — назначен епископом Бове; - Антуан де Ласкарис (1530 — 17.04.1532) — назначен епископом Рье; - Жан де Ланжеак (17.04.1532 — 25.07.1541); - Жан Дю Белле (22.08.1541 — 13.08.1544) — апостольский администратор; - Антуан Санжюин де Медон (13.08.1544 — 26.10.1547); - Сезар де Буржюньон (26.10.1547 — 1558); - Себастьян де Лобеспен (23.03.1558 — 02.07.1582); - Жан де Лобеспен (22.08.1583 — 16.03.1587) — назначен епископом Орлеана; - Анри де Ла Мартонье (13.07.1587 — 07.10.1618); - Реймон де Ла Мартонье (07.10.1618 — 11.01.1627); - Франсуа де Лафайетт (29.11.1627 — 03.05.1676); - Луи де Ласкарис д’Юрфе (16.11.1676 — 30.06.1695); - Франсуа де Карбоннель де Канизи (23.01.1696 — 13.09.1706); - Антуан де Шарпен де Женетен (13.09.1706 — 06.02.1730); - Бенжамен де Лиль дю Гас (14.08.1730 — 06.09.1739); - Жан-Жиль дю Сетлок (14.12.1739 — 11.11.1758); - Луи-Шарль дю Плесси д’Aржентре (18.12.1758 — 28.03.1808); - Жан-Мари-Филипп Дюбур (29.04.1802 — 31.01.1822); - Жан-Поль-Гастон де Пин (15.02.1822 — 03.05.1824) — назначен титулярным архиепископом Амасеи; - Проспер де Тюмефор (13.10.1824 — 07.03.1844); - Бернар Бюисса (21.04.1844 — 24.12.1856); - Флориан-Жюль-Феликс Депре (04.02.1857 — 30.07.1859) — назначен архиепископом Тулузы; - Феликс-Пьер Фрюшо (30.07.1859 — 30.09.1871) — назначен архиепископом Тура; - Альфред Дюкесне (16.10.1871 — 17.02.1881) — назначен архиепископом Камбре; - Пьер Анри Ламазу (17.02.1881 — 03.07.1883) — назначен епископом Амьен; - Франсуа-Бенжамен-Жозеф Бланже (03.07.1883 — 11.12.1887); - Фирмен-Леон-Жозеф Ренуар (28.02.1888 — 30.11.1913); - Эктор-Рафаэль Кийе (24.12.1913 — 18.06.1920) — назначен епископом Лилля; - Альфред Флокар (16.12.1920 — 03.03.1938); - Луи-Поль Растуй (21.10.1938 — 07.04.1966); - Анри Гуффле (07.04.1966 — 13.07.1988); - Леон-Реймон Сулье (13.07.1988 — 24.10.2000); - Кристоф Дюфур (24.10.2000 — 20.05.2008) — назначен епископом-коадъютором Экса; - Франсуа Калис (с 25 марта 2009 года — по настоящее время). |  |

## Статистика
На конец 2004 года из 478 363 человек, проживающих на территории епархии, католиками являлись 382 690 человек, что соответствует 80,0% от общего числа населения епархии.
| год  | население | население | население | священники | священники        | священники         | священники                           | постоянные диаконы | монахи  | монахи  | приходы |
| год  | католики  | всего     | %         | всего      | белое духовенство | черное духовенство | число католиков на одного священника | постоянные диаконы | мужчины | женщины | приходы |
| ---- | --------- | --------- | --------- | ---------- | ----------------- | ------------------ | ------------------------------------ | ------------------ | ------- | ------- | ------- |
| 1950 | 475.000   | 522.442   | 90,9      | 372        | 355               | 17                 | 1.276                                |                    | 17      | 610     | 480     |
| 1970 | ?         | 500.438   | ?         | 289        | 264               | 25                 | ?                                    |                    | 25      | 524     | 481     |
| 1978 | 424.000   | 505.000   | 84,0      | 282        | 208               | 74                 | 1.503                                | 1                  | 94      | 614     | 481     |
| 1990 | 432.000   | 506.000   | 85,4      | 217        | 174               | 43                 | 1.990                                | 2                  | 58      | 405     | 117     |
| 1999 | 434.000   | 512.000   | 84,8      | 156        | 123               | 33                 | 2.782                                | 8                  | 41      | 292     | 106     |
| 2000 | 437.000   | 516.000   | 84,7      | 152        | 119               | 33                 | 2.875                                | 7                  | 43      | 257     | 106     |
| 2001 | 405.000   | 478.400   | 84,7      | 138        | 110               | 28                 | 2.934                                | 7                  | 36      | 243     | 106     |
| 2002 | 404.800   | 478.100   | 84,7      | 135        | 107               | 28                 | 2.998                                | 7                  | 36      | 226     | 97      |
| 2003 | 465.650   | 475.350   | 98,0      | 113        | 91                | 22                 | 4.120                                | 6                  | 23      | 212     | 97      |
| 2004 | 382.690   | 478.363   | 80,0      | 126        | 104               | 22                 | 3.037                                | 6                  | 23      | 214     | 97      |